# Андроник Асен
Андроник Асен (грч. Ανδρόνικος Ασάν) је био византијски намесник Мореје (1316—1322). Био је син бугарског цара Јована Асена III (1279—1280) и царице Ирине Палеолог, ћерка цара Михаила VIII Палеолога и сестра византијског цара Андроника II (1282—1328), који су после побуне у Бугарској, побегли у Византију. По очевој страни је унук бугарског цара Мице Асена и припада династији Асена, а по мајци византијској династији Палеолога. 
Након смрти Михајла Кантакузина (1308—1316), ујак му је поверио на управу византијске поседе у Мореји. Током своје владавине, сукобио се и победио своје франачке суседе, проширивши византијску територију. Године 1320. војска Андроника Асена заузела је тврђаве Акову, Полифенгос, Каританију и Светог Ђорђа, а у септембру је поразила франачку војску у бици код потоње тврђаве и заробила Вартоломеја II Гизија, великог констабла Кнежевине Ахаје и господара Тиноса и Миконоса. 
Андроник Асен је ожењен женом чије име није остало сачувано, познато је да је била члан племићке породице Тарханиот. Његова супруга била је ћерка протостратора Михаила Дуке Главаса Тарханиота и његове супруге Марије Дукине Комнине Палеологине Вранине. Преко ћерке Ирине, чија се ћерка Јелена Кантакузина удала за цар Јована V Палеолога, Андроник Асен је био предак последњих византијских царева из лозе Палеолога. 
Његова ћерка Ирина се удала за сина његовог претходника и каснијег византијског цара Јована VI (1347—1354). 

## Порекло и породица
Андроник Асен је био син бугарског цара Јована Асена III и византијске принцезе Ирине Палеолог, ћерке цара Михајла VIII (1261—1282) и сестре Андроника II.
Био је ожењен племкињом из породице Тарханиота, са којом је имао барем четворо деце:
- Манојло Комнин Раул Асен, војни заповедник, стратег Димотике (1342) и намесник Бизије (1344), ожењен Аном Синадин;
- Јован Асен, војни заповедник, намесник Меленикона (1342) и Морхе (1343), ожењен ћерком Алексија Апокавка
- Ирина Асен, супруга цара Јована VI и мајка царице Јелене Кантакузин, супруге цара Јована V (са прекидима 1341—1391), мајке царева Андроника IV (1376—1379), Манојла II (1391—1425) и морејског деспота Теодора I (1383—1407)
- Јелена Асен, удата за Центуриона I Закарија. Из брака са њим имала је двоје деце - Андроника Асена Закарију, владара Ахеје и Марију II Закарију, кнегињу од Ахаје удала се за Педра Сан Суперана.

## Породично стабло
|  |                                     |  |  |  |  |  |  |  |  |  |  |  |  |  |  |  |
|  | 2. Ivan Asen III of Bulgaria        |  |  |  |  |  |  |  |  |  |  |  |  |  |  |  |
|  |                                     |  |  |  |  |  |  |  |  |  |  |  |  |  |  |  |
|  |                                     |  |  |  |  |  |  |  |  |  |  |  |  |  |  |  |
|  | 1. Андроник Асен                    |  |  |  |  |  |  |  |  |  |  |  |  |  |  |  |
|  |                                     |  |  |  |  |  |  |  |  |  |  |  |  |  |  |  |
|  |                                     |  |  |  |  |  |  |  |  |  |  |  |  |  |  |  |
|  | 3. Ирина Палеолог (бугарска царица) |  |  |  |  |  |  |  |  |  |  |  |  |  |  |  |
|  |                                     |  |  |  |  |  |  |  |  |  |  |  |  |  |  |  |
|  |                                     |  |  |  |  |  |  |  |  |  |  |  |  |  |  |  |